# 海南出版社
海南出版社建于1991年，是目前海南省最大的综合性出版社，其前身是海南人民出版社。三环出版社为其副牌。
2009年12月29日，海南出版社与四川新华文轩连锁股份有限公司在海口市舉行簽約儀式，海南出版社改組為海南出版社有限公司。

## 外部連結
- 海南出版社 （页面存档备份，存于）